# Henri Moissan

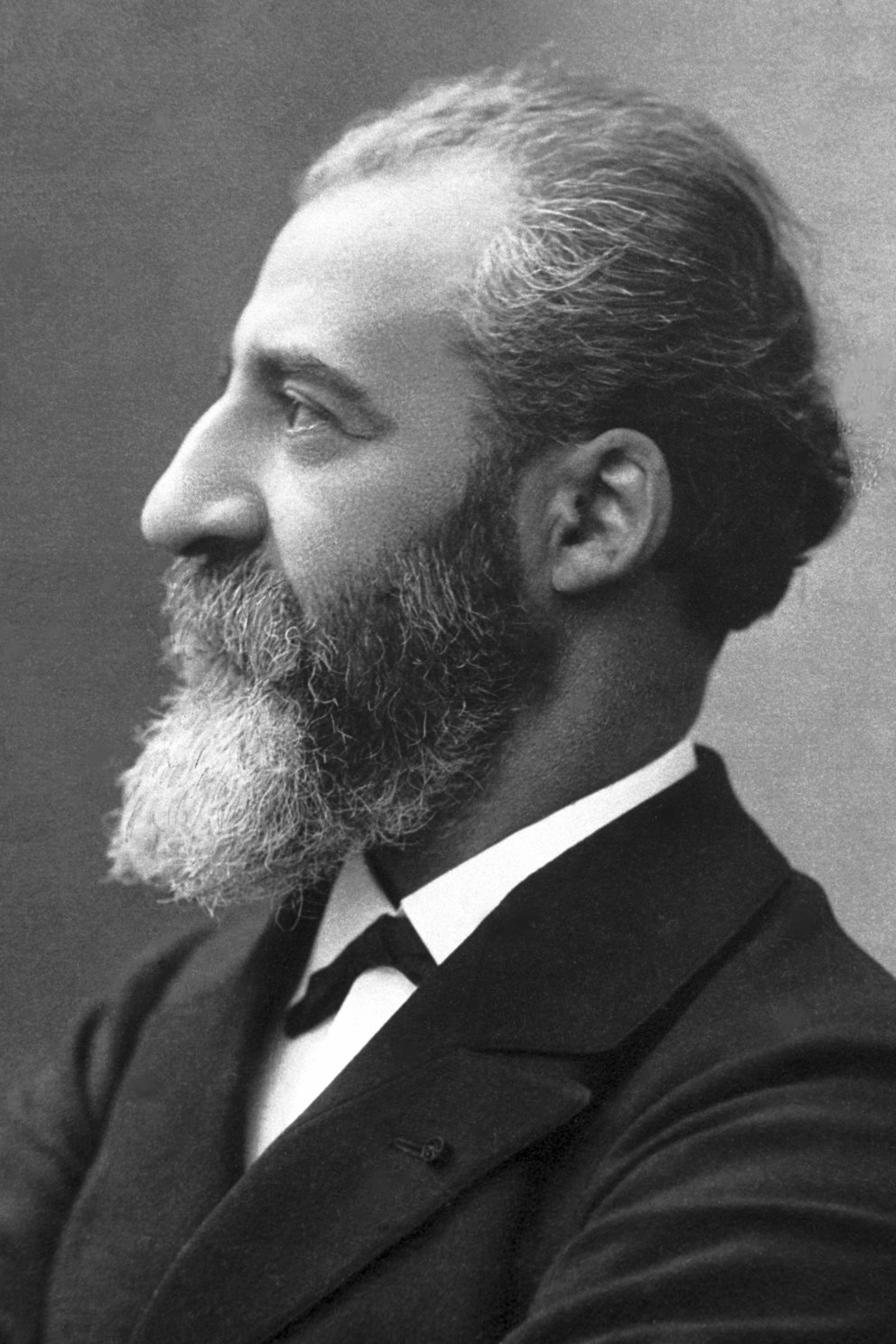
Henri Moissan

Ferdinand Marie Frédéric Henri Moissan (* 28. September 1852 in Paris; † 20. Februar 1907 ebenda) war ein französischer Chemiker. Moissan erhielt 1906 den Nobelpreis für Chemie für die Untersuchung und Isolierung des Elements Fluor sowie die Einführung des nach ihm benannten elektrischen Ofens.

## Leben
Henri Moissan stammte aus einfachen Verhältnissen, sein Vater war Eisenbahnbeamter und seine Mutter verdiente als Schneiderin dazu. Bald nach seiner Geburt siedelte die Familie von Paris nach Meaux, Hauptstadt des Arrondissement Meaux und Brie de Champenoise über, wo der junge Henri das Collège besuchte. Bald schon zeigte sich sein Interesse für Naturwissenschaften und Mathematik. Zurück in Paris bot ihm eine Stelle als Lehrling in einer Apotheke die Möglichkeit, Chemie zu studieren. Von 1873 bis 1879 arbeitete er im Labor von Joseph Decaisne und Pierre-Paul Dehérain am naturwissenschaftlichen Museum im Laboratorium für Bodenkultur. 1880 promovierte er zum docteur ès sciences. Im Jahr 1883 erfolgte seine Ernennung zum professeur arégé und 1887 zum professeur de la toxicologie. Nach Jahren der Beschäftigung als Professor für Toxikologie wechselte er schließlich 1899 zum Lehrstuhl für anorganische Chemie und wurde 1900, als Nachfolger von Louis Joseph Troost, Professor für Chemie an der Sorbonne.
Moissan publizierte mehr als 400 wissenschaftliche Arbeiten. Er arbeitete über die Cyanverbindungen, die Oxide des Eisens, die Chromverbindungen, über Fluorverbindungen, über die Karbide, Silicide, Hydride etc.
Weltberühmt wurde Moissan, als ihm am 26. Juni 1886 nach etlichen Versuchen die elektrochemische Gewinnung von elementarem, reinem Fluor  aus wasserfreier Flusssäure/Kaliumfluorid in einer Platinapparatur bei minus 50 °Celsius gelang. Den Apparat ersetzte er später durch ein Kupfergerät, das pro Stunde fünf Liter Fluor erzeugte. Die Entdeckung führte zur Verleihung des angesehenen „Prix La Caze“ durch die französische Akademie der Wissenschaften, deren Mitglied er 1891 wurde.
Auch reines Bor stellte er als erster her (Moissan'sches amorphes Bor).
1893 erzeugte er kleine, künstliche Diamanten.
1892 zeigte Moissan, dass der von ihm entwickelte elektrische Ofen zur Herstellung von Karbiden geeignet ist, von denen die meisten bis dahin noch unbekannt waren. (Die Herstellung von Calciumcarbid gelang unabhängig von Moissan auch dem Kanadier Thomas Willson in den USA.) Mit Hilfe des Ofens konnten nun einige Elemente mit hoher Reinheit gewonnen und auch aus Legierungen abgetrennt werden.
1902 gelang ihm der Nachweis der Silicium-Wasserstoff-Verbindung Monosilan nach der sauren Zersetzung (Protolyse) von Lithiumsilicid.
1904 entdeckte Moissan im Meteoriten-Krater Barringer-Krater, Arizona ein bis dahin unbekanntes Mineral, das in seinen Eigenschaften denen von Diamant recht nahe ist und als das zweithärteste natürlich vorkommende Material gilt. Es wurde nach seinem Entdecker Moissanit genannt.
Nach jahrelangem Umgang mit giftigen Substanzen zeigten sich Anzeichen von Herzbeschwerden. Am 6. Februar 1907 klagte er über starke Schmerzen, als deren Ursache schnell eine Blinddarmentzündung erkannt wurde. Trotz erfolgreicher Operation verstarb Henri Moissan, vermutlich bedingt durch die Herzschwäche, am 20. Februar 1907.

## Ehrungen
1896 wurde Moissan mit der Davy-Medaille ausgezeichnet, 1898 in die National Academy of Sciences und im Dezember 1899 in die Académie royale des Sciences, des Lettres et des Beaux-Arts de Belgique gewählt. Moissan erhielt 1906 den Nobelpreis für Chemie „als Anerkennung des großen Verdienstes, das er sich durch seine Untersuchung und Isolierung des Elements Fluor sowie durch die Einführung des nach ihm benannten elektrischen Ofens in den Dienst der Wissenschaft erworben hat“. 1976 wurde ein Mondkrater nach ihm benannt.

Henri Moissan aus Hommage au Professeur Henri Moissan, 22 Decembre 1906, Festschrift anlässlich der 20-jährigen Entdeckung des Fluor
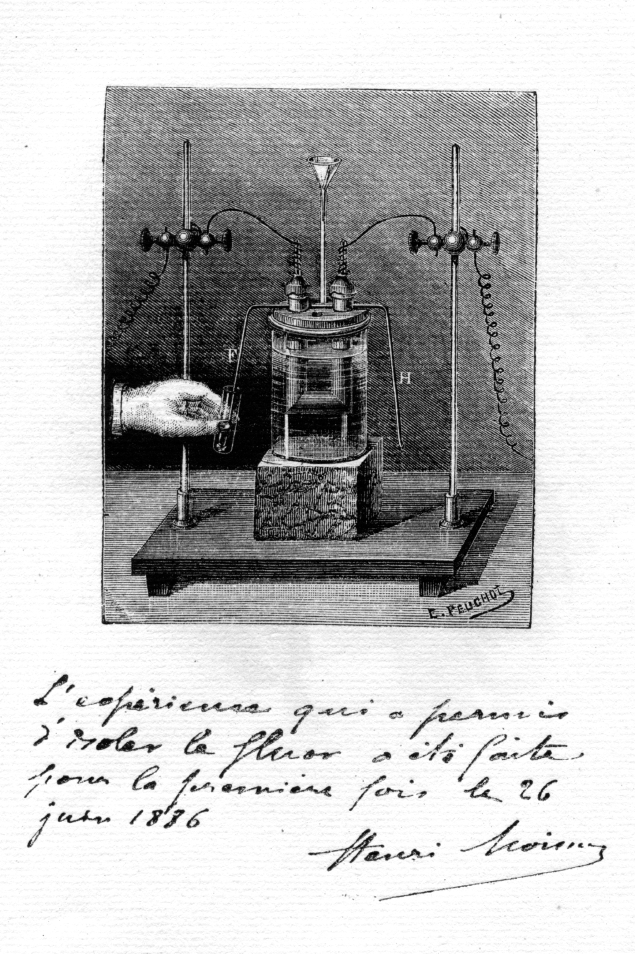
Sein Versuchsaufbau zur Gewinnung von Fluor